# 중화민국 육군사령부
국방부 육군사령부(중국어 정체자: 國防部陸軍司令部, 영어: Army Command Headquarters, MND)는 중화민국 육군의 최고위 지도부이다.

## 역사
1944년 12월 1일, 중일 전쟁 말기 윈난성 쿤밍시에서 동맹국 중국 전구 중국 육군총사령부로서 창설되었다. 인도와 버마 전구로 출정한 중국 원정군 등을 지휘하고, 항일전쟁전구는 지휘하지 않았다.
1946년 6월 1일, 국민정부 군사위원회의 폐지와 군정부가 국방부로 조직 개편에 따라 중화민국 육군총사령부로 재편성되었다.
1949년 10월, 중화민국 국군이 제2차 국공내전에서 주도권을 상실하자, 국부천대에 따라 타이완섬으로 이주하였다. 이듬해 1950년 4월 16일에 대만 방위총사령부가 있는 타이완성 가오슝현 펑산진(현재의 가오슝시 펑산구)에 육군군관학교를 설치하고 거기에 주둔하기 시작하였다.
2005년 1월 1일 국방부 조직법의 시행에 따라 국방부 육군총사령부가 되었다.
2006년 2월 17일 국방부 조직법의 재정에 따라 국방부 육군사령부가 되었다.

## 구조
- 사령 1명 (2급 상장)
  - 부사령 2명 (중장)[2]
  - 참모장 1명 (중장)
  - 정치작전주임 1명 (중장)
    - 독찰장 1명 (소장)
    - 부참모장 2명 (소장)
    - 정치작전 부주임 1명 (소장)
    - 부독찰장 1명 (소장)
    - 처장 7 ~ 9명 (소장)
      - 처장 1명 (상교)
      - 부처장 12-16명 (상교)
      - 주임 1명 (상교)
      - 부주임 1명 (상교)
      - 참모주임 1명 (상교)
      - 조장 46 ~ 58명 (상교)
      - 관제장 1명 (상교)
      - 부조장 22-34명 (상교)
      - 참모 571 ~ 695명 (교관、위관、사관) (47-79명 득렬(得列)상교)
        - 부관제장 1명 (중교)

### 부서
- 정치작전실 - 주임 1명 중장, 부주임 1명 소장
- 독찰실 - 독찰장 1명 소장
- 인사사무처 - 처장 1명 소장
- 군사정보처 - 처장 1명 상교
- 전비훈련처 - 처장 1명 소장
- 후근처 - 처장 1명 소장
- 계획처 - 처장 1명 소장
- 화학병처 - 처장 1명 소장
- 공병처 - 처장 1명 소장
- 통신전자정보처 - 처장 1명 소장
- 주계처 - 처장 1명 상교

### 직할부대
- 근무중대
- 진료소
- 북부지구인재모집원 : 국방부 부속학교 관련기관으로 지정됨.
- 육군군관학교 “黃埔部隊” - 타이완성 가오슝시 펑산구
- 육군전과학교 “勇士部隊” - 타이완성 타오위안시 중리구

## 계보
- 1944년 12월, 同盟國中國戰區中國陸軍總司令部, 동맹 중국 전구 중국 육군총사령부
- 1946년 6월 1日, 陸軍總司令部, 육군총사령부
- 2005년 1월 1日, 國防部陸軍總司令部, 국방부 육군총사령부
- 2006년 2월 17日, 國防部陸軍司令部, 국방부 육군사령부

## 같이 보기
- 중화민국 해군사령부
- 중화민국 공군사령부